# Ramžené (potok)
Ramžené – potok, lewy dopływ potoku Sopotnica na Słowacji. Cała jego zlewnia znajduje się w obrębie Doliny Sopotnickiej (Sopotnická dolina) w zachodniej części Niżnych Tatr. Ma źródła na wysokości około 1300 m w dolinie wciosowej między szczytami Chabenec (1516 m) i Mlynárová. Spływa w kierunku południowo-zachodnim i na wysokości około 860 m uchodzi do Sopotnicy. Następuje to poniżej domku myśliwskiego chata pod Javorinkou, w miejscu o współrzędnych 48°51′30″N 19°21′01″E/48,858333 19,350278 Obok ujścia potoku prowadzi szlak turystyczny. Cała zlewnia potoku Ramžené to obszary porośnięte lasem.
  pieszy: Brusno (stacja kolejowa) – horareň Sopotnica – chata pod Javorinkou – Tajch – Veľká Chochuľa. Czas przejścia: 5.10 h, ↓ 4 h